# Callobius manzanita
Callobius manzanita är en spindelart som beskrevs av Robin Ernest Leech 1972. Callobius manzanita ingår i släktet Callobius och familjen mörkerspindlar. Inga underarter finns listade.